# Tytus Maleszewski

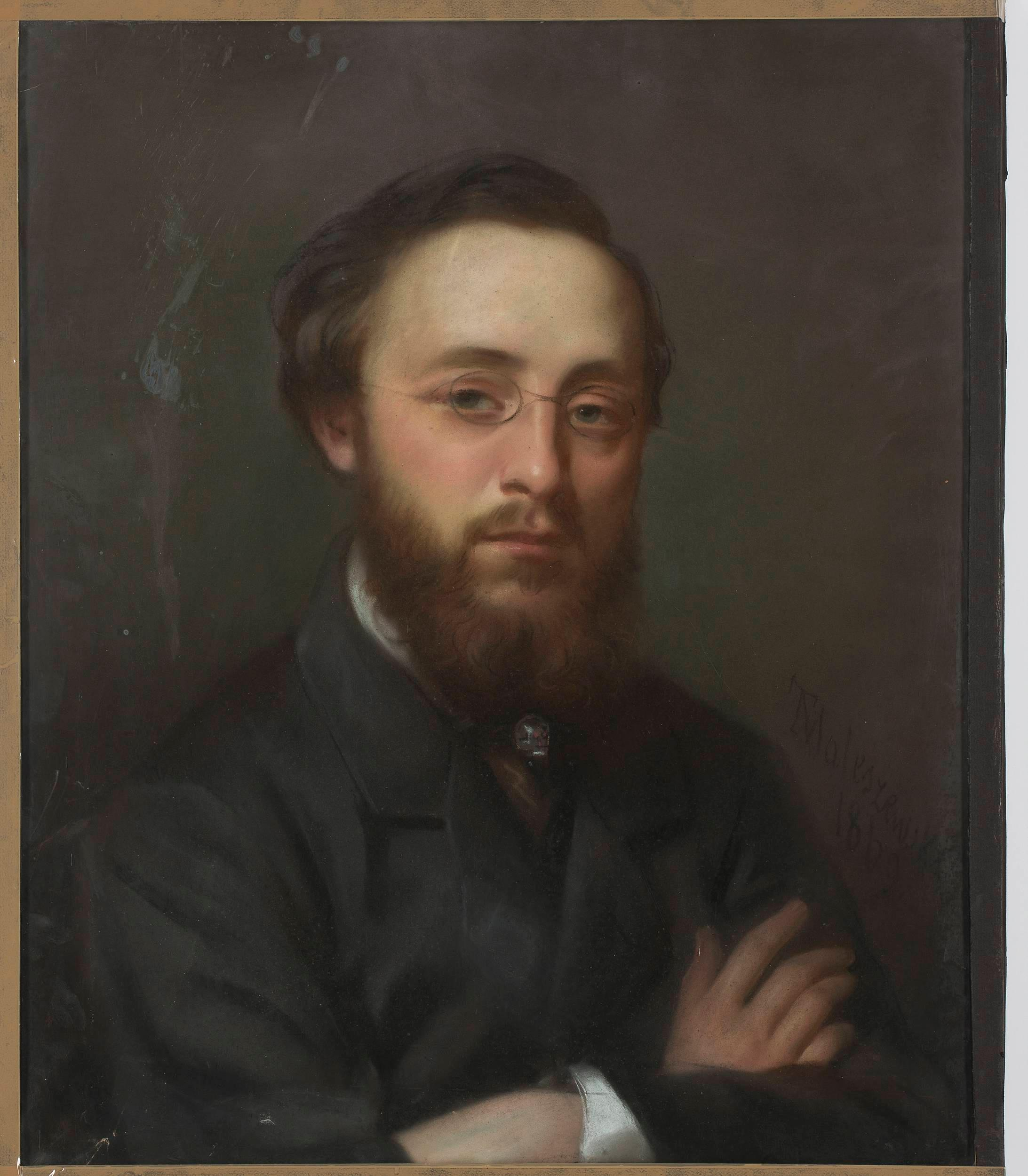
Portret Tadeusza Żulińskiego, pastel, 1869, w zbiorach Muzeum Narodowego w Warszawie

Tytus Maleszewski (ur. 1827 w Sieradzu, zm. 1898 w Warszawie) – polski malarz, rysownik i pastelista, twórca wielu portretów.
Był synem pisarza sądowego Marcina Maleszewskiego i Franciszki z domu Kozarskiej. Od 1844 do 1850 roku uczył się w warszawskiej Szkole Sztuk Pięknych, studiując pod kierunkiem Aleksandra Kokulara, Rafała Hadziewicza, Ksawerego Kaniewskiego, Jana Feliksa Piwarskiego i Marcina Zaleskiego. Następnie pracował w Kaliszu jako nauczyciel rysunku, zaś później podróżował po kraju, zarabiając portretowaniem. W czasie swoich podróży dokonywał też rysunkowej dokumentacji strojów regionalnych i typów ludzkich. 
Naukę kontynuował w latach 1856–1858 w Paryżu, w pracowni Léona Cognieta; w tym samym czasie u tego malarza studiował też Wojciech Gerson. We Francji Maleszewski zaprzyjaźnił się z Cyprianem Kamilem Norwidem; wiersz poety z 1857 roku, Do Tytusa M., jest żartobliwym usprawiedliwieniem niestawienia się na pozowanie do portretu. 
W roku 1857 odwiedził kraj, był w Krakowie i w Warszawie. Poznał wówczas Władysława Syrokomlę i stworzył jego pastelowy portret, zaś poeta poświęcił mu wiersz zatytułowany W imionniku Tytusa Maleszewskiego pastelisty. W 1858 roku sportretował śpiewaczkę Paulinę Rivoli w kostiumie tytułowej bohaterki opery Halka. Pod koniec tego roku udał się do Rzymu, gdzie prawdopodobnie studiował w Akademii Świętego Łukasza u Francesca Podestiego. We Włoszech wykonał portret Teofila Lenartowicza. 

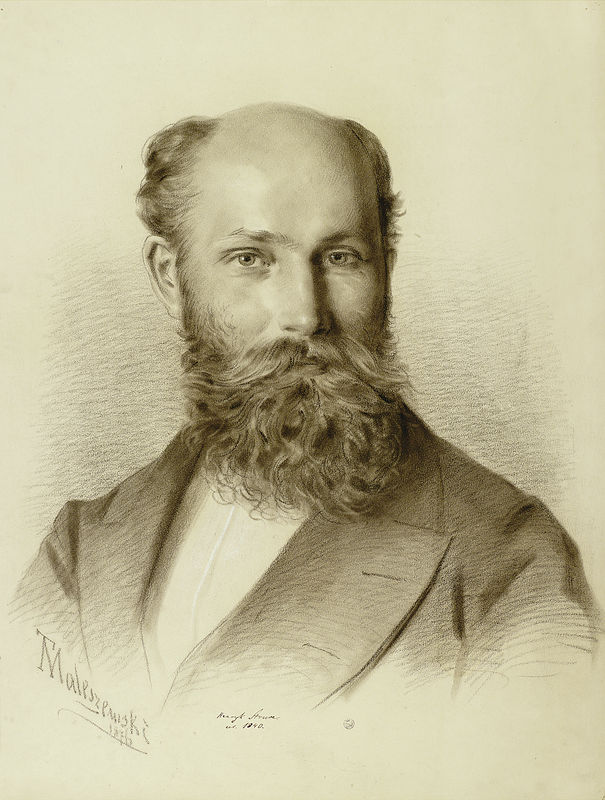
Portret Henryka Struve, rysunek, 1876

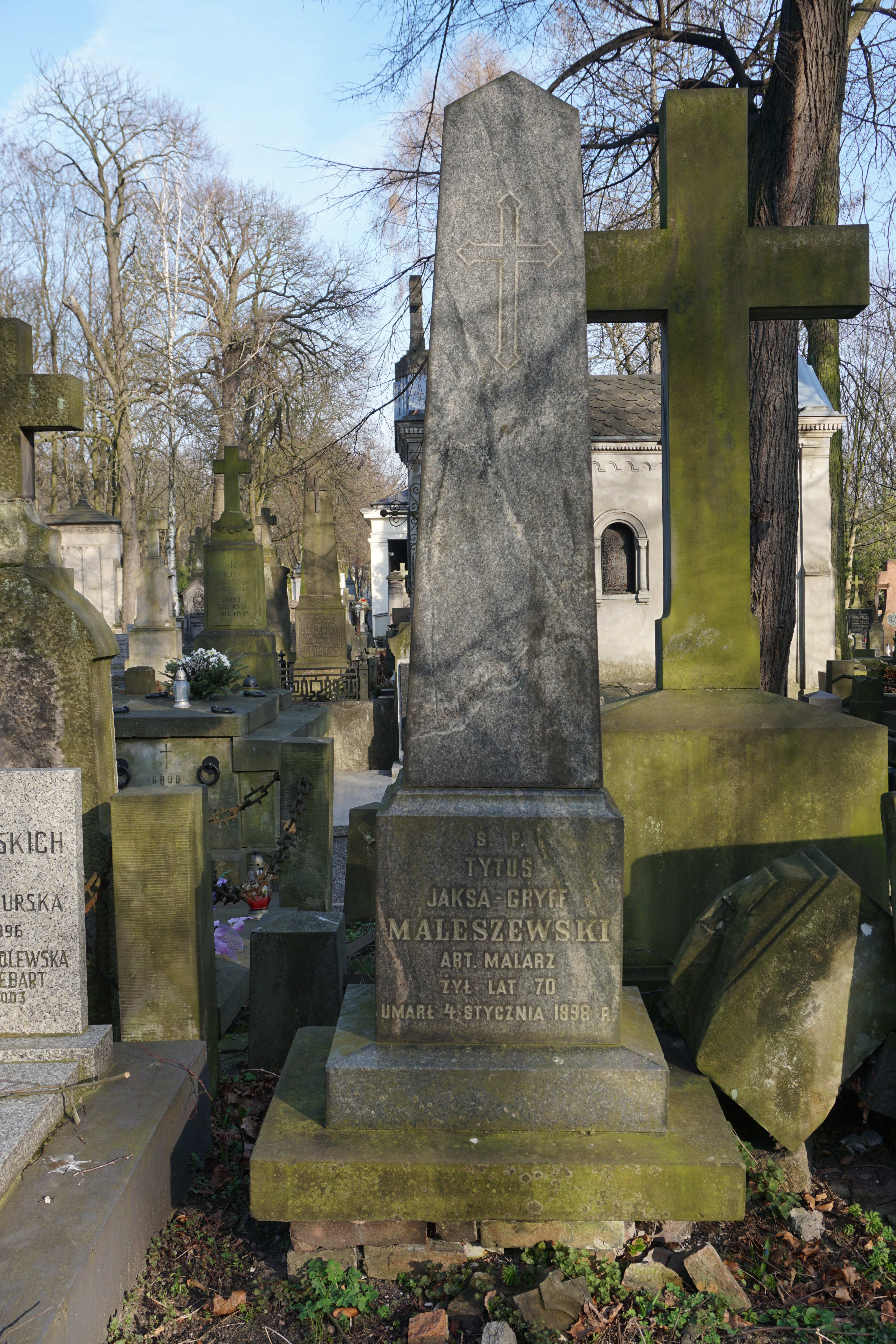
Grób Tytusa Maleszewskiego na cmentarzu Powązkowskim

Do Polski wrócił w 1860 roku. Nie mieszkał stale w Warszawie, podróżował, m.in. do Kijowa, Żytomierza, Wilna. Według Andrzeja Ruszkowskiego wziął udział w powstaniu styczniowym, będąc członkiem oddziału Żuawów śmierci, zorganizowanego przez francuskiego oficera François de Rochebrune’a. W walce został ranny. 
Od 1864 do 1865 roku znowu przebywał w Paryżu, gdzie wystawiał swoje pastelowe prace w Salonach. Tam też opatentował metodę zastosowania pastelu w fotografii (1864). W roku 1866 zamieszkał w Poznaniu. Prócz twórczości artystycznej zajmował się tam popularyzowaniem sztuki (odczyty oraz wystawa w Pałacu Działyńskich). W 1866 roku ożenił się z Helviną Eysmont, córką emigranta, ślub miał miejsce w Miłosławiu. Następny pobyt w Paryżu, w latach 1868–1872, był dla kariery artystycznej Maleszewskiego najbardziej znaczącym okresem – dwa powstałe wówczas pastele jego autorstwa: portrety cesarzowej Eugenii i śpiewaczki Adeliny Patti, wystawione w roku 1870, przyniosły mu uznanie i wiele zamówień od paryskiego towarzystwa. 
W 1872 roku wrócił do Poznania, gdzie zorganizował wystawę ok. 60 swoich prac; zysk przekazał na cele dobroczynne. Przez kilka miesięcy przebywał w Monachium, by w roku 1873 osiąść na stałe w Warszawie. Zamieszkał przy ulicy Wareckiej 3. Prowadził kursy rysunku, malarstwa i restaurowania obrazów. Nadal malował portrety oraz kompozycje inspirowane literaturą: dziełami Mickiewicza, Kraszewskiego. Był aktywny społecznie, działał w komitecie Towarzystwa Zachęty Sztuk Pięknych, w którym wystawiał swe obrazy od 1860 do 1894 roku, pod koniec życia angażując się w zbiórkę pieniędzy na budowę jego siedziby. Pochowany na cmentarzu Powązkowskim w Warszawie (kwatera 175-6-5).